# María del Carmen Aguirre Delclaux
María del Carmen Aguirre Delclaux (Bilbao, España) es una antropóloga española.

## Los agotes
Su obra más conocida, Los agotes, es su tesis doctoral, que fue dirigida en 1970 por Julio Caro Baroja. El libro se publicó en 1977, y aunque durante tiempo fue difícil de encontrar, se ha reeditado en 2006 y muestra la cultura de los agotes, uno de los pueblos discriminados de múltiples formas y perseguidos. Los últimos agotes viven en Bozate, en el Valle del Baztán (Navarra). Al ser esta una zona fronteriza con Francia también allí se les conoció con el nombre de cagots.
El interés suscitado por la obra de esta antropóloga fue grande y con posterioridad a su tesis doctoral se publicaron diferentes obras relacionadas con los Agotes, alguna de las cuales podía incluso haber plagiado el trabajo de la profesora Aguirre.
Entre sus obras también podemos encontrar "Zarautz 1900 a 1960: El caserío", obra publicada en 1997 por Eusko Ikaskuntza elaborada sobre las viviendas, alimentos, creencias, vestimenta...
Se trata de una de las personas que más investigaciones ha realizado y publicado acerca de la villa costera vasca de Zarauz.